# Paulo Ferreira
Paulo Renato Rebocho Ferreira (født 18. januar 1979) er en tidligere portugisisk fodboldspiller. Han blev mest brugt som højreback, men optrådte som venstreback og i midtforsvaret.
Han begyndte karrieren i den portugisiske andendivisionsklub GD Estoril Praia. Derefter gik han til Vitória Setúbal i begyndelsen af 2001/2002-sæsonen. Disse år spillede han 27 landskampe for Portugals U21-landshold. Sommeren 2002 gik han til FC Porto, som blev trænet af José Mourinho.
Den følgende sæson vandt han både ligaen og cupen i Portugal, og sæsonen blev kronet med sejr i UEFA-cupfinalen over Celtic i Sevilla. Den efterfølgende sæson forsvarede de den hjemlige ligatitel, men det blegnede i forhold til det faktum at de meget overraskende gik helt til tops i UEFA Champions League.
Han blev udtaget i truppen ved EM 2004, og startede i åbningskampen mod Grækenland, men efter flere personlige fejl blev han sat ud af holdet i resten af turneringen. Han blev imidlertid sat ind som reserve i finalen (som Portugal tabte) efter at Miguel Monteiro blev skadet.
Efter to år i FC Porto gik han til Chelsea for 13,2 millioner pund i begyndelsen 2004-2005-sæsonen. På Stamford Bridge blev han genforenet med sin tidligere manager José Mourinho og den tidligere holdkamerat Ricardo Carvalho.
Paulo spillede to kampe for Portugal ved VM 2006. I semifinalen mod Frankrig, som Portugal tabte 0-1, kom Paulo ind i anden omgang for den skadede Miguel. Paulo startede derefter i bronzefinalen mod Tyskland, som tyskerne vandt 3-1. Han deltog også ved EM i 2008 og VM i 2010.